# Fábrica Militar de Armas Portátiles Domingo Matheu (centro clandestino de detención)
En la Fábrica Militar de Armas Portátiles «Domingo Matheu» funcionó un centro clandestino de detención (CCD) durante la última dictadura cívico-militar, ubicado en la ciudad de Rosario, Santa Fe, Argentina.
La antigua Fábrica Militar de Armas Domingo Matheu, había iniciado sus actividades en 1942.

La entrada principal a la fábrica estaba sobre la Av. Ovidio Lagos al 5200. El CCD estaba ubicado sobre el fondo del predio con acceso desde una calle de tierra.

## Inspección
En el marco de las inspecciones a los CCD que funcionaron durante la última dictadura militar bajo la jurisdicción del II Cuerpo de Ejército, el 25 de noviembre de 2009, el Tribunal Oral Federal N.º 1 (TOF 1) junto a abogados de la querella y la defensa, la fiscalía y los querellantes de la causa realizaron la inspección en la exfábrica Militar de Armas "Domingo Matheu". En la época que se investiga, parte del predio de lo que era la Fábrica Militar se había cedido "al II Cuerpo de Ejército", dato aportado al TOF 1 por personal jerárquico que trabajaba en el lugar en dicha época. En ese sentido, "dicho sector permanece igual", aseguraron los testigos "a diferencia" de lo narrado por personal militar en virtud de que "el muro de separación entre las viejas caballerizas y resto de la fábrica tenía un portón". Por su parte, "en algunas habitaciones han hecho subdivisiones, lo que antes era una sola habitación ahora está dividida por paredes internas", precisaron los querellantes de la causa, lo que "no impidió que los mismos pudieran reconocer los lugares y pudieran precisar exactamente donde ocurrieron cada una de las situaciones que nos han dado a conocer en sus testimonios", indicó Daniela Asinari, abogada de parte de la querella.

## Señalización
En un acto realizado el 30 de octubre de 2017, el gobierno de Santa Fe, a través de la secretaría de Derechos Humanos provincial, señalizó la Fábrica de Armas “Domingo Matheu” en Rosario, donde funcionó un CCD durante la última dictadura cívico-militar (1976-1983). 

La antigua fábrica de armas, La Calamita, la Quinta de Funes, la Escuela técnica Osvaldo  Magnasco y el Batallón de Comunicaciones 121 entre otros, integraron el circuito destinado a la detención ilegal de la ciudad de Rosario y su zona aledaña.

## Homenaje a las víctimas
“Yo estuve allí, una historia de todos” del creador rosarino Pablo Bolego, en formato de testimonio documental de 65 minutos de duración,  rescata los testimonios de Ramón Verón,  Ana Maria Ferrari, y Juan Rivero, todos ellos secuestrados en el CCD de la Fábrica Militar de Armas “Domingo Matheu”. El material, está dedicado a todos los luchadores populares, y entre ellos a Hilda Cardozo, Susana Miranda y Ariel Morandi, detenidos entre los días 11 y 13 de mayo de 1978, en ese CCD y que aún continúan desaparecidos.